# Rendsburgi magashíd
A rendsburgi magashíd (németül: Rendsburger Hochbrücke, hivatalosan Eisenbahnhochbrücke Rendsburg) egy vasúti viadukt a Neumünster–Flensburg-vasútvonalon. A híd a németországi Schleswig-Holstein tartományban, Rendsburgnál ível át a Kiel-csatornán. Szövetségi tulajdonban van a Szövetségi Vízügyi és Hajózási Hivatalon keresztül, amely a csatorna tulajdonosa és üzemeltetője is.

## Előzmények
A Kieli-csatorna (akkor Kaiser-Wilhelm-csatorna) 1887 és 1895 között épült, átvágva a meglévő közlekedési vonalakat, beleértve a Neumünster és Flensburg közötti vasútvonalat, amelyhez két párhuzamos lengőhidat építettek. 1907-ben döntöttek a csatorna bővítéséről, és a bővítés során jelentős akadályokat is el kellett hárítani.
A csatornán a fő vasútvonalak forgalmának elsőbbsége volt a hajókkal szemben, és a hajóknak meg kellett állniuk, mintegy fél órát veszítve, amikor egy vonat elhaladt mellettük. Ezt tekintették a legfőbb akadálynak, mivel a hajók nem tudtak előzni, és a kijelölt, kibővített területeken elhaladhattak egymás mellett, így a csatorna teljes forgalma akadályoztatva volt. Különösen a haditengerészet sürgette a forgalmi áramlatok szétválasztását, mivel a lezárt hidak több órát késleltették a flottillákat.
Annak érdekében, hogy a vasútvonal a csatorna fölött haladhasson, az új hídnak 42 méterrel kellett a csatorna középső vízszintje fölé emelkednie. A meglévő sínek a csatorna vízszintje felett mintegy 7 méterrel keresztezték a csatornát, így a síneket mintegy 36,5 méterrel kellett megemelni, beleértve további 1,5 métert az alsó gerenda vastagságához. Az előírt 1:150-es maximális lejtés (150 méterenként egy méteres magasságnövekedés) miatt mindkét oldalon mintegy 5,5 km hosszúságú magasított töltéseket és megközelítő hidakat kellett építeni.

## Képek

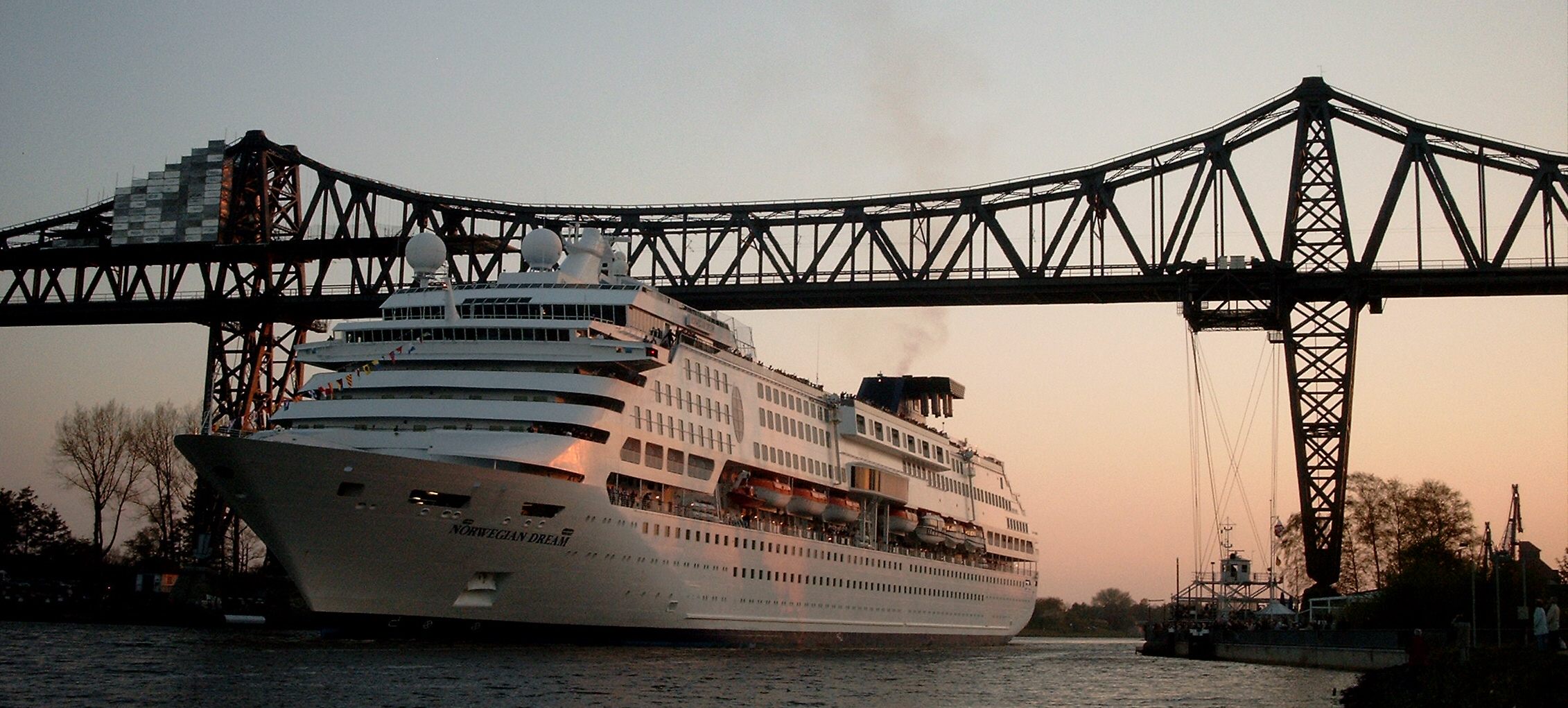
Tengeri hajó halad át a híd alatt
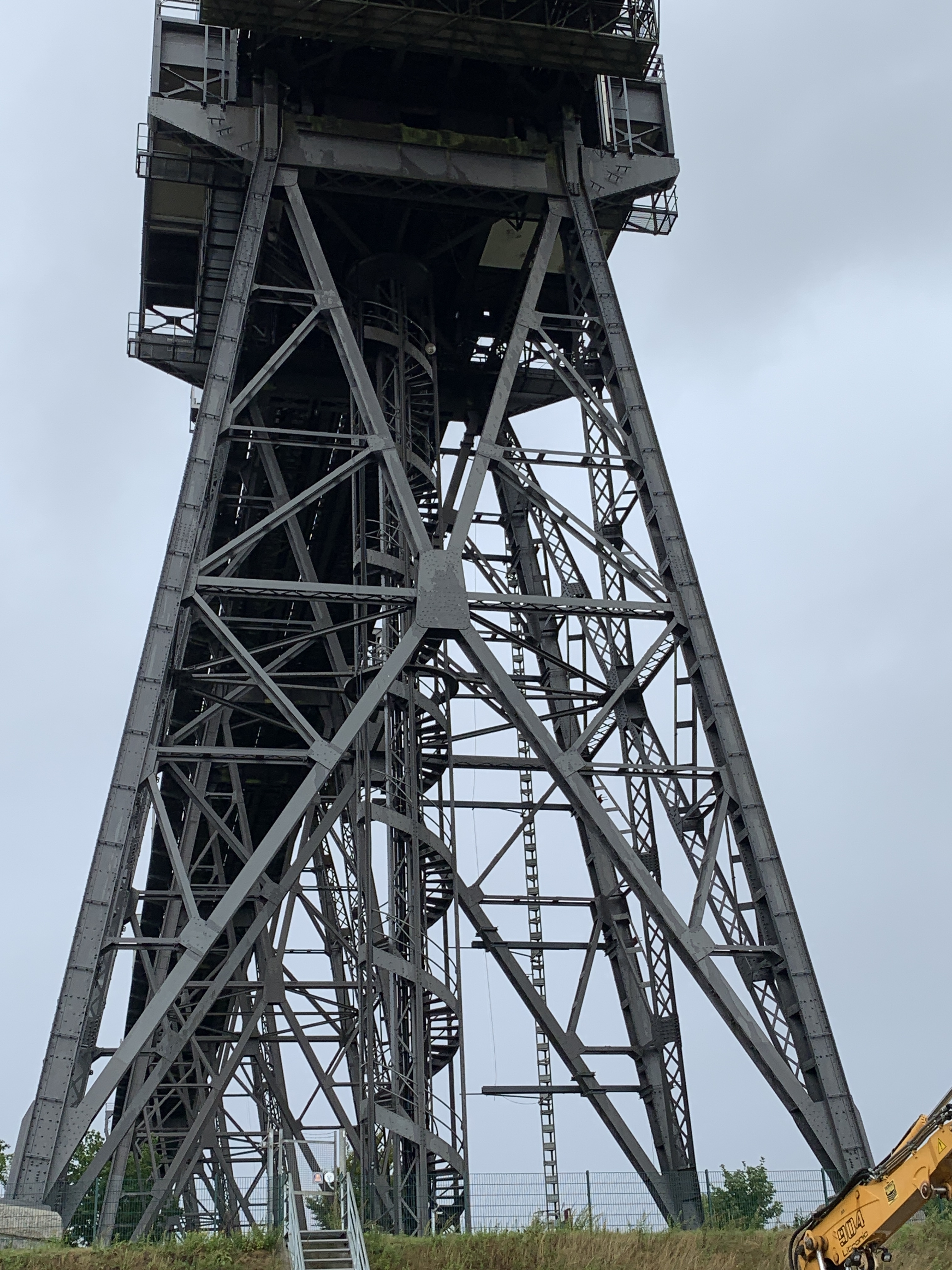
Északi pillér csigalépcsővel
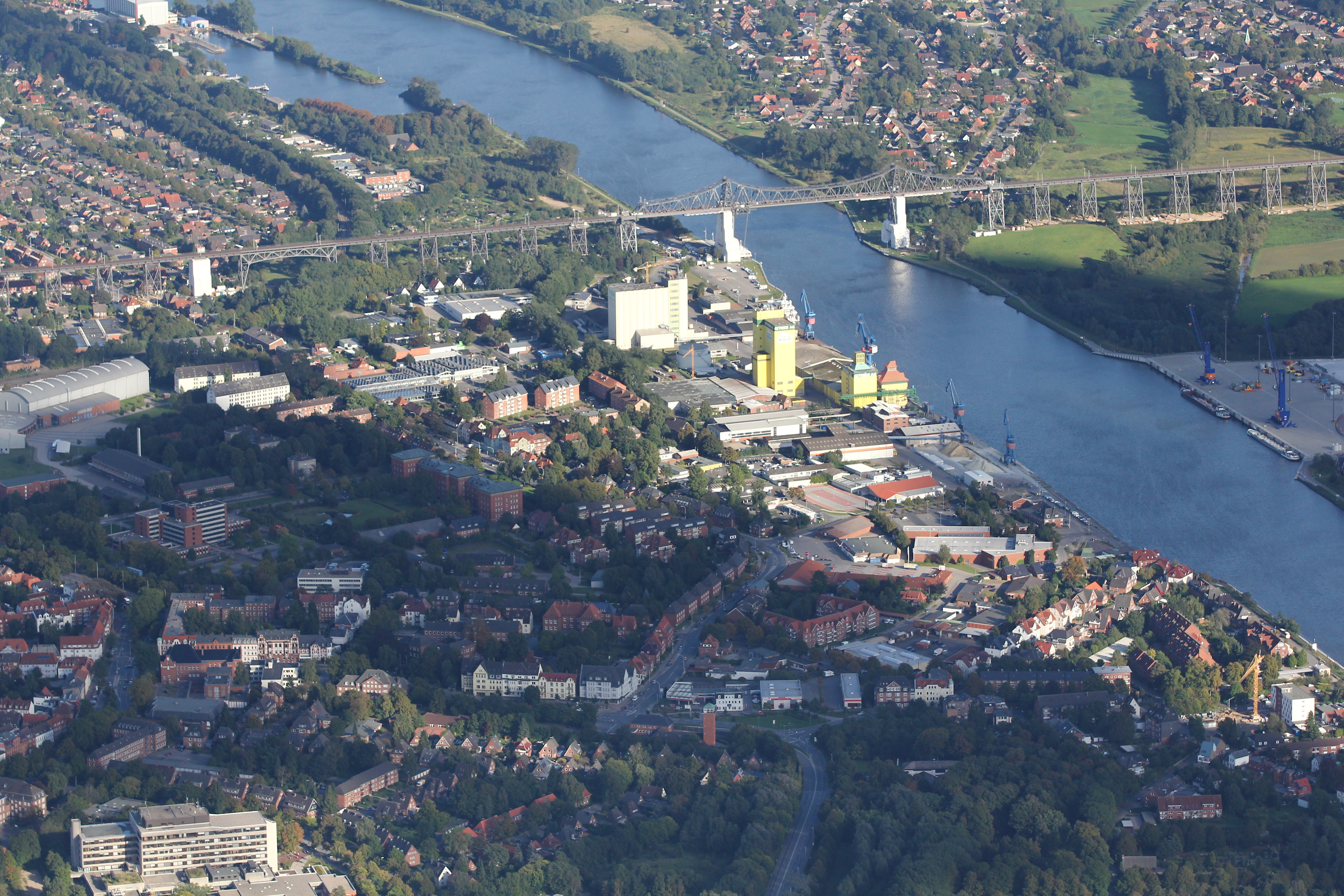
Légifotó a hídról
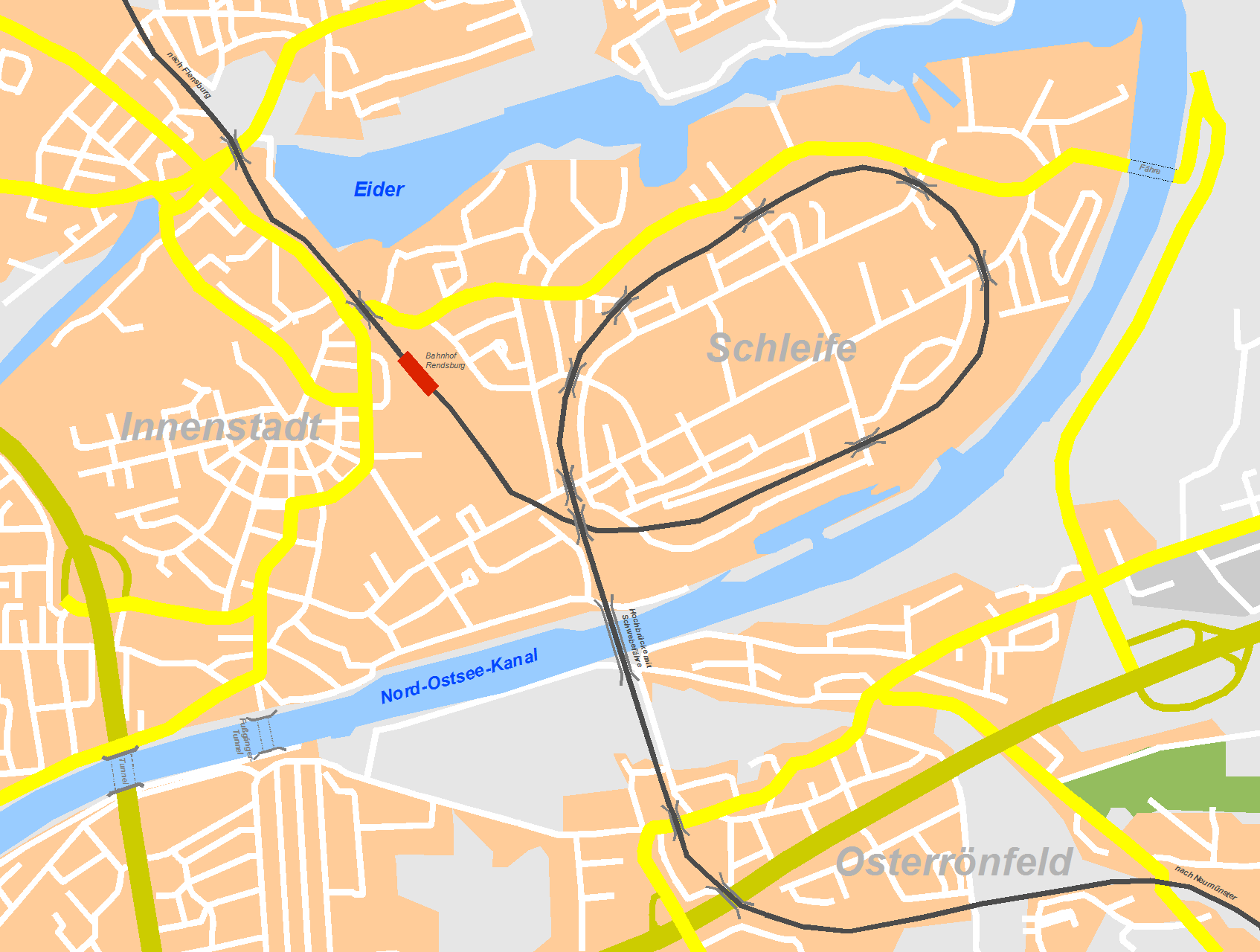
Vonalkifejtés a hídhoz